# Lobelia gloria-montis
Lobelia gloria-montis är en klockväxtart som beskrevs av Joseph Rock.
Lobelia gloria-montis ingår i släktet lobelior och familjen klockväxter.

## Underarter
Arten delas in i följande underarter:
- Lobelia gloria-montis gloria-montis
- Lobelia gloria-montis longibracteata

## Bildgalleri

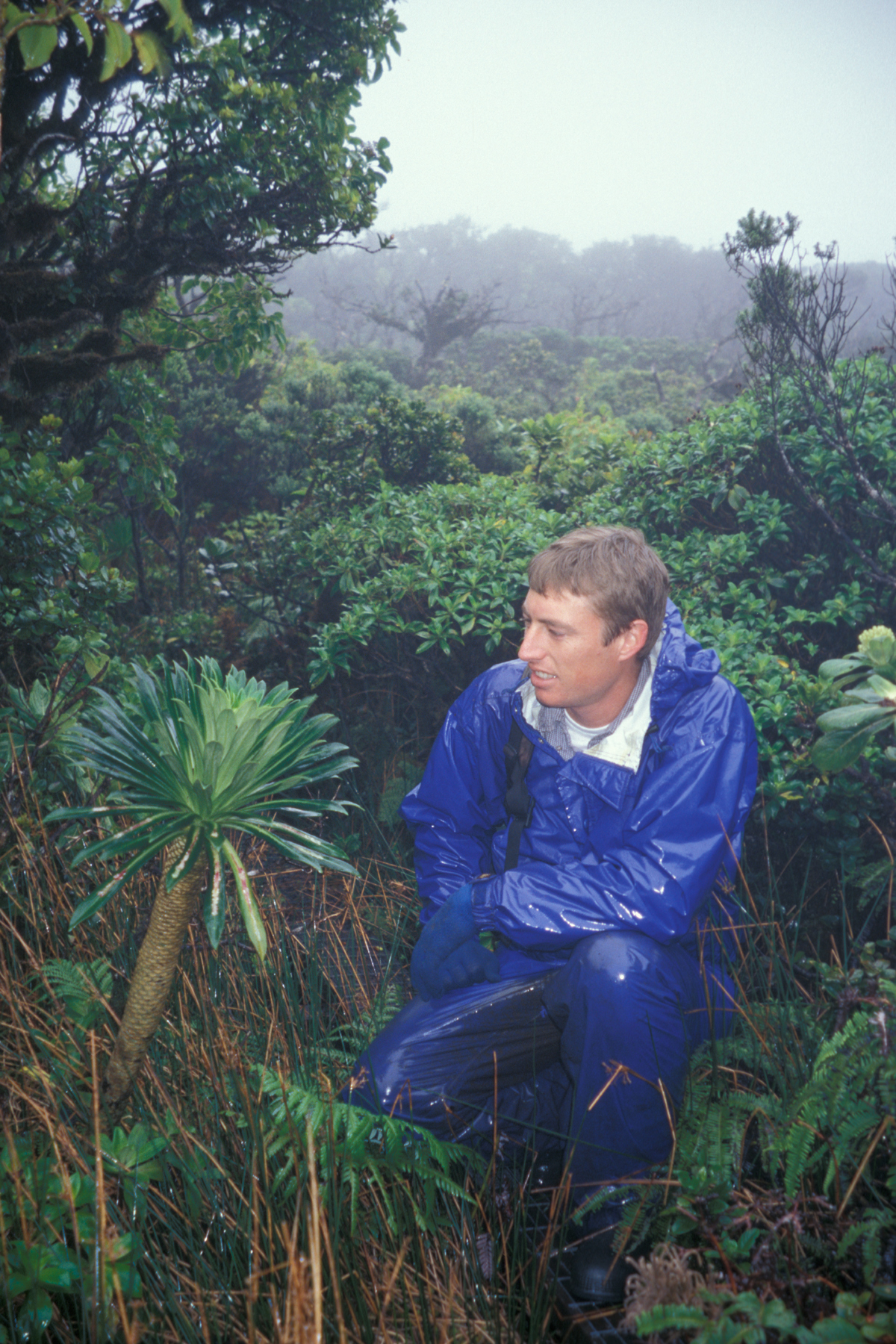